# C/1882 F1
C/1882 F1, Wielka Kometa z roku 1882 lub Kometa Wellsa – kometa długookresowa, która powróci prawdopodobnie w okolice Słońca. Widoczna była gołym okiem na półkuli południowej.

## Odkrycie i orbita komety
Kometę C/1882 F1 odkrył Charles S. Wells 18 marca 1882 roku. Osiągnęła ona swe peryhelium 11 czerwca tegoż roku i znalazła się w odległości 0,06 au od Słońca. Poruszała się po niezwykle wydłużonej eliptycznej orbicie o nachyleniu 73,8° względem ekliptyki.